# Postsynaptická denzita

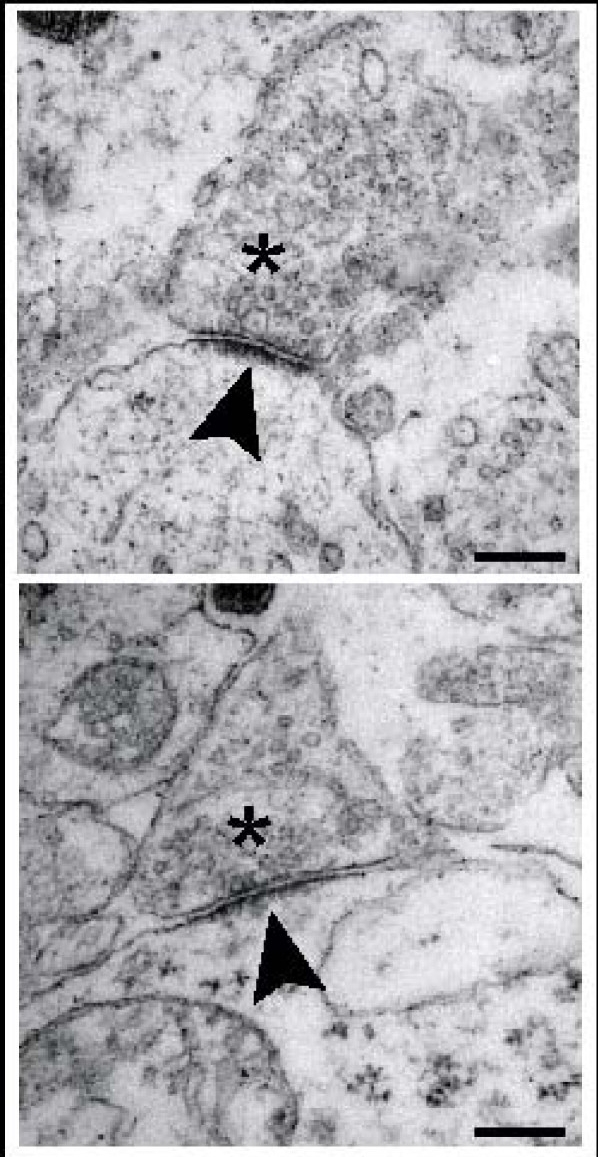
postsynaptická denzita

Postsynaptická denzita (PDS) je hustá bílkovinná struktura složená ze stovek proteinů a signálních molekul, která drží receptory na krátkou vzdálenost od presynaptických neurotransmiterů. Nejvíce studovaná je PDS u glutamátergních synapsí.